# Minerva (Raumfahrtmission)
Minerva war eine Raumfahrtmission der Europäischen Weltraumorganisation (ESA), während der sich die italienische Astronautin Samantha Cristoforetti 170 Tage lang an Bord der ISS aufhielt.
Der Flug SpaceX Crew-4 startete am 27. April 2022 zur ISS und dockte nach 16 Stunden um 23:37 UTC erfolgreich am Harmony Modul an, wodurch die Mission Minerva begann. Cristoforetti führte während ihres Aufenthalts an Bord der Raumstation italienische und internationale Experimente unter anderem zu medizinischen und materialwissenschaftlichen Fragestellungen durch.
Der Missionsname leitet sich von der römischen Göttin Minerva ab.

## Name und Emblem
Samantha Cristoforetti gab der Mission den Namen Minerva. Minerva ist die römische Göttin der Weisheit, des Handwerks und der Künste.
Dabei soll der Name Minerva eine Anerkennung der handwerklichen Fertigkeiten und Kompetenz derjenigen sein, die bemannte Raumflüge möglich machen. Die Göttin Minerva stelle zudem die „Widerstandsfähigkeit und Disziplin, die erforderlich sind und die Weisheit“ dar, die diejenigen zeigen möchten, die den bemannten Raumflug verstetigen und erweitern möchten.
Das Missionsemblem zeigt prominent eine Eule, die häufig als Begleiterin der römischen Göttin dargestellt wird. Das Auge der Eule ist dabei der Mond, der Schnabel verweist auf die Internationale Raumstation mit ihren Solarmodulen, die zwei Linien sind allerdings auch Referenz auf Cristoforettis zweite Mission. Der dunkelblaue Körper der Eule, der in Ringe eingeteilt ist, soll dem Ansporn, immer tiefer in den Weltraum vorzudringen, Ausdruck verleihen. Die Blickrichtung der Eule nach rechts symbolisiert Zukunftsgewandtheit.

## Missionsvorbereitung

### Cristoforettis zweite Mission

#### Raumfahrterfahrung
Cristoforetti wurde am 20. Mai 2009 als Astronautin des Europäischen Astronautenkorps der Öffentlichkeit vorgestellt. Sie schloss ihr Grundlagen-Training 2010 ab und wurde dann zunächst als Reserve-Astronautin weiterausgebildet, etwa in Außenbordeinsätzen und Robotik, sowie als Flugingenieurin der Sojus-Raumfähre. Am 23. November 2014 startete mit dem Raumschiff Sojus TMA-15M zur Internationalen Raumstation und wurde Mitglied der ISS-Expeditionen 42 und 43, Cristoforetti gab ihrer ersten Mission den Namen futura (lateinisch „Zukunft“). Die Landung erfolgte am 11. Juni 2015.
Nach ihrer Rückkehr wirkte Cristoforetti an internationalen Raumflug-Übungen mit und sammelte so Erfahrung und übernahm Führungsverantwortung. Sie diente im Juni 2019 als Kommandantin an der 23. NEEMO-Mission der NASA. Dabei wurde ein Aufenthalt an Bord eines Raumschiffes unter Wasser simuliert.

#### Auswahl

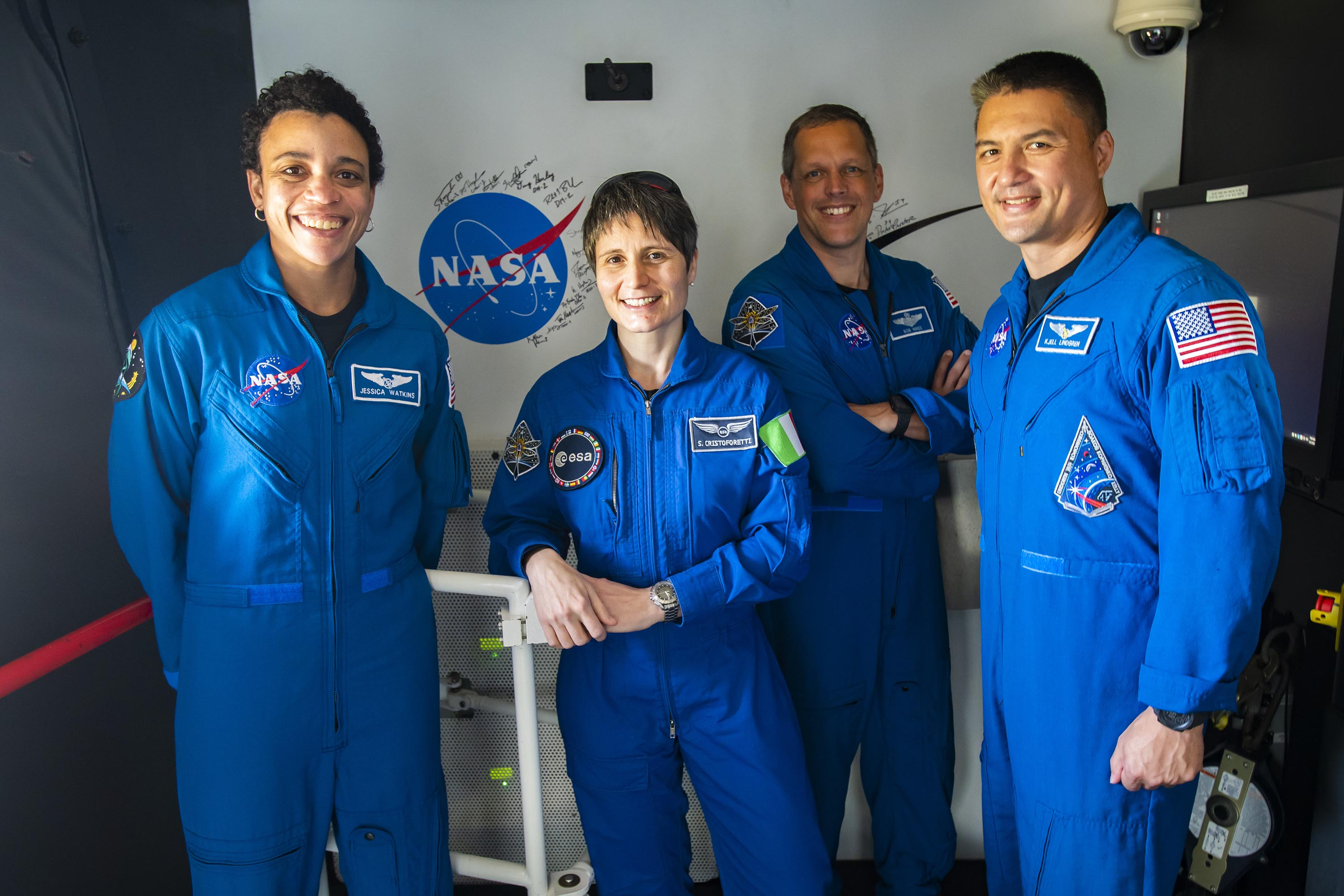
Die Besatzung Crew-4 im Training am Kennedy Space Center im Dezember 2021. v. l. n. r.: Jessica Watkins (NASA, Missionsspezialistin), Samantha Cristoforetti (ESA, Missionsspezialistin), Robert „Bob“ Hines (NASA, Pilot), Kjell Lindgren (NASA, Kommandant)

Im März 2021 wurde Samantha Cristoforetti für einen zweiten Langzeiteinsatz auf der ISS ausgewählt und als Besatzungsmitglied des Raumfluges SpaceX Crew-4 an Bord eines Crew-Dragon-Raumfahrzeugs bekanntgegeben. Die anderen Besatzungsmitglieder sind die NASA-Astronauten Kjell Lindgren, Robert Hines und Jessica Watkins. Jessica Watkins war ebenfalls Besatzungsmitglied der NEEMO-Mission 23. Die ESA gab im Mai 2021 bekannt, dass Cristoforetti als Kommandantin der ISS-Expedition 68 dienen würde. Damit wäre sie zur ersten europäischen Frau geworden, die diese Rolle einnimmt. Am 2. März 2022 meldete die ESA, dass sich die Missionsdauer „aufgrund routinemäßiger Anpassungen im Flugplan“ verkürzen werde. Sie wurde allerdings weiterhin als Kommandantin ausgebildet und leitet während der ISS-Expedition 67 das United States Orbital Segment, das die US-amerikanischen, kanadischen, japanischen und europäischen Elemente der Raumstation umfasst. Für die ersten zwei Wochen der ISS-Expedition 68 wurde Cristoforetti schließlich als erste europäische Frau zur Kommandantin der Internationalen Raumstation ernannt.

## Missionsverlauf

### Start mit SpaceX Crew-4
Der Start war ursprünglich am 23. April 2022 geplant, aber verzögerte sich, nachdem dem das Raumschiff Endeavour der privaten Raumfahrt-Mission Ax-1 wegen schlechten Wetters in der Landezone nicht wie geplant am 20. April 2022 von der ISS abdockte. Dadurch blockierte Endeavour den für Crew-4 vorgesehenen Andockplatz am Harmony-Modul der Raumstation.

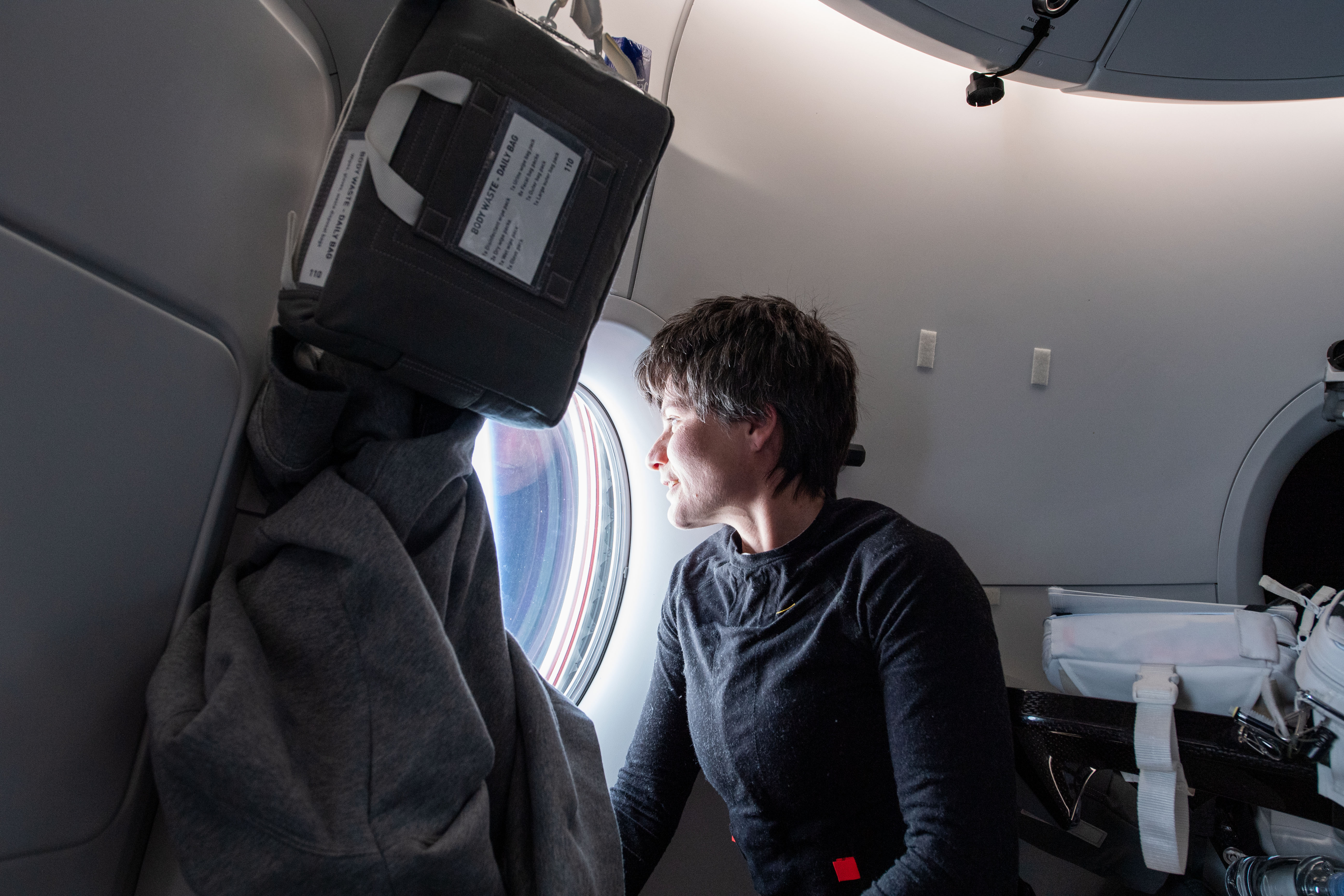
Samantha Cristoforetti blickt aus der Raumkapsel Freedom während des Flugs Crew-4 zur Internationalen Raumstation, aufgenommen am 27. April 2022.

Die Crew-4 startete schließlich am 27. April 2022 um 7:52 UTC vom Kennedy Space Center im Bundesstaat Florida in den Vereinigten Staaten. Die Kopplung an der ISS erfolgte nur 16 Stunden nach dem Start um 23:37 UTC, die bisher schnellste Anreise eines Dragon-Raumschiffs. Die Rückkehr zur Erde erfolgte am 14. Oktober 2022 um 20:55 UTC.

### Übergabe vonCosmic Kiss
Crew-4 dockte an der Internationalen Raumstation an, bevor der vorherige Flug SpaceX Crew-3 die Station verlassen hatte. Dadurch überschnitten sich die ESA-Missionen Cosmic Kiss und Minerva zeitlich um einige Tage, wodurch der deutsche Astronaut Matthias Maurer seine Kollegin Samatha Cristoforetti in Empfang nehmen konnte. Eine gleichzeitiger Aufenthalt zweier ESA-Astronauten auf der Station im Rahmen von zwei unterschiedlichen Missionen ist ungewöhnlich. Maurer zeigte sich vor seinem Abflug erfreut darüber, dass die europäische Präsenz an Bord durch die Übergabe nahtlos weitergehe.

### Außenbordeinsatz

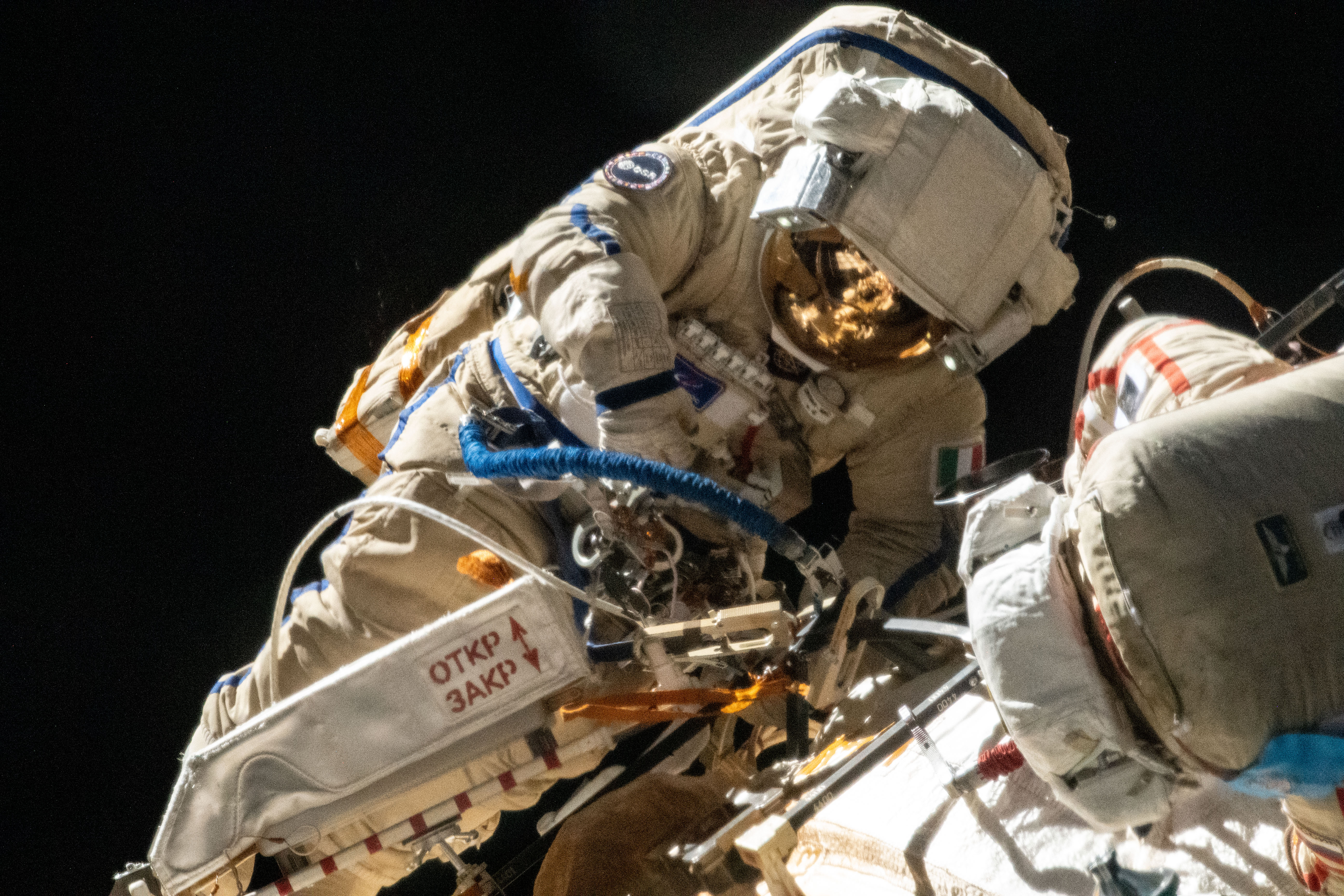
Cristoforetti während ihres Außenbordeinsatz, am 21. Juli 2022, in einem russischen Orlan-Raumanzug, bei der Arbeit am Modul Nauka

Am 21. Juli 2022 führe Samantha Cristoforetti den ersten Außenbordeinsatz einer europäischen Frau durch. Gemeinsam mit dem russischen Kosmonauten Oleg Artemjew verließ sie in einem russischen Orlan-Weltraumanzug die Internationale Raumstation aus dem Poisk-Modul um 14:50 Uhr UTC. Orlan-Raumanzüge werden selten von nicht-russischen Astronauten verwendet, bei Cristoforettis Ausstieg war jedoch eines der Hauptziele die Arbeit am Roboterarm ERA, der sich am russischen Teil der Station befindet.
Zunächst entsandten Artemjew und Cristoforetti per Hand zehn wissenschaftliche sogenannte Nano-Satelliten, acht vom Typ YuZGU-55 und ein Paar vom Typ Tsiolkovsky-Ryazan, in eine Erdumlaufbahn. Es handelt sich dabei um russische Experimentalsatelliten. Danach transportierten sie einen Verlängerungsadapter für den ERA aus der Luftschleuse des Poisk-Moduls an einen Montagepunkt außerhalb des Moduls. Dazu entfernten sie eine Halterung für Experimente und montierten sie am Modul Nauka. Schließlich konfigurierten sie eine Kamera am Roboterarm und passten eine Dämmung am Ende des Nauka-Moduls an. Weitere Arbeiten an dem mechanischen Greifarm Strela wurden auf einen weiteren Einsatz verschoben. Der Außenbordeinsatz endete um 21:55 Uhr UTC. Der Außenbordeinsatz vom Cristoforetti wurde von der Mission Control am ESTEC überwacht.

## Forschung

### Biologisch-medizinische Forschung
Samantha Cristoforetti nahm an mehreren Hörversuchen des Acoustic Diagnostics Experiment teil, das untersucht wie Hintergrundgeräusche, wie sie etwa auf der ISS vorkommen zu Schwierigkeiten mit dem Gehör beitragen.
Das Myotones Experiment untersuchte die Regulierung von Muskelspannung in der Schwerelosigkeit und soll Erkenntnisse zum medizinischen Muskelaufbau bringen.
Auch beim Langzeit-Experiment GRIP der ESA beteiligte sich Cristoforetti, dabei wird untersucht, wie sich längere Weltraum-Aufenthalten auf die Fähigkeit zum Greifen und Manipulieren von Objekten auswirkt.

### Ingenieurswissenschaften
Samantha Cristoforetti führte mehrere Versuche durch, um die antibakterielle Wirkung von Metallen und hydrophoben Oberflächen im Weltraum zu untersuchen. Dies soll zukünftige Raumfahrzeuge hygienischer machen.
Legierungen und Emulsionen gehörten zu weiteren materialwissenschaftlichen Untersuchungsgegenständen.

## Öffentlichkeitsarbeit
Cristoforetti ist wie inzwischen für Astronauten üblich während der Mission Minerva vom All aus in verschiedenen sozialen Medien aktiv gewesen. Diese Medienarbeit soll eine große Öffentlichkeit an der Mission teilhaben lassen und verschiedene Zielgruppen ansprechen. Sie war die erste Astronautin, die dazu auch den Videodienst Tiktok nutzte.
Sie beteiligte sich zudem an einem Öffentlichkeitsprogramm der ESA speziell für Kinder mit dem Namen Paxi, sowie an der Aufklärungsarbeit der International Osteoporosis Foundation, um Frauen die Wichtigkeit von gesunden Knochen nahezulegen.
An das Publikum des Eurovision Song Contest 2022 dessen Finale in Turin stattfand, wendete sich Cristoforetti mit einer Videobotschaft.

## Trivia
Als Teil ihres Gepäcks brachte Cristoforetti italienisches Olivenöl mit in den Weltraum, hergestellt aus den Olivensorten Coratina, Moraiolo, Carolea und Itrana. Das Öl ist Teil einer Untersuchung über eine ausgewogene Ernährung im Weltraum, dabei war ein Teil des Öls für den Verzehr vorgesehen, während der Rest wissenschaftlich untersucht wurde. Die gewählten Sorten haben einen hohen Anteil an Antioxidantien.